# Mario Party 8
Mario Party 8 és un videojoc desenvolupat per la consola Wii de Nintendo. Aquesta vuitena entrega de la saga Mario Party aprofita totes les possibilitats de comandament de la Wii. La data de sortida a Europa és el 29 de juny de 2007.

## Jugabilitat
El joc està ambientat a un circ, anomenat Carnaval Estrella. Hi ha cinc zones diferents, d'entre les quals destaca la Batalla Estel·lar, allà on es fan duels cara a cara als sis taulers que inclou el joc. La Batalla Estel·lar en si, es tracta d'una competició totalment inofensiva on el guanyador dels cinc primers taulers s'emporta un gran premi, però quan el guanyador l'està a punt de rebre, Bowser li pren i esguerra els plans al torneig. Finalment, aquest personatge ha d'enfrontar-se al seu súbdit a la Galàxia Bowser, el seu propi tauler. Una vegada derrotat aquest deixeble, s'ha de vèncer a Bowser en persona com a batalla final. Després, ja s'ha guanyat.
En altres modes, es poden utilitzar Miis i comprar estàtues, més minijocs i altres.

## Personatges
Els personatges que s'han confirmat en aquesta entrega són:
- Mario, és clar que és el rei de la festa, però els seus amics estan disposats a derrotar-lo.
- Luigi, el germà nombre 2 està buscant el seu lloc a la festa!
- Peach, pot semblar dolça i delicada, però va a totes.
- Yoshi, la seva llengua està ansiosa pel sac de caramels que pot guanyar.
- Wario, si hi ha algú que vol el gran botí, aquest és el Wario!
- Daisy, té qualitats que la poden fer vencedora del premi.
- Waluigi, la seva personalitat estrambòtica el fa imprescindible en qualsevol festa.
- Toad, aquest petit personatge demostra que és molt divertit.
- Boo, espanta als seus contrincants i busca la victòria com sigui.
- Toadette, el color rosa li queda perfecte. A més té el que s'ha de tenir per sortir victoriosa.
- Birdo,...
- Dry Bones,...
- Hammer Bro.,...
- Blooper,...
- Miis, en el "Pavelló d'Extres", el personatge que fas servir pot ser qualsevol dels Miis que tinguis en el Canal Mii. Aquests simpàtics personatges també apareixeran en alguns minijocs, animant als jugadors que competeixen, sense intervenir en el desenvolupament del minijoc. Permetran guardar la partida fent servir la imatge del teu Mii com a referència.

## Escenaris
- DK's Treetop Temple ("Temple de DK al Capdamunt de l'Arbre")
- Goomba's Booty Boardwalk ("Passeig Entarimat del Botí de Goomba")
- King Boo's Haunted Hideaway ("Amagatall Encantat del Rei Boo")
- Shy Guy's Perplex Express ("Exprés Perplex de Shy Guy")
- Koopa's Tycoon Town ("Ciutat de Magnats de Koopa")
- Bowser's Warped Orbit ("Òrbita Deformada de Bowser")

## Minijocs
T'esperen més de 80 minijocs, i cada un d'ells és un mode diferent de divertir-se. Aquí s'expliquen algunes d'aquestes proves:
- Vaquer aficionat: Fes rodar el llaç, apunta a un dels barrils i atrapa'l per guanyar els punts indicats en cada barril.

- Propulsió a raig: Remou la llauna de refresc i, en obrir-la, a veure quin raig arriba més amunt.

- Funambulista: Camina per una corda amb compte, si no vols acabar al fons del precipici. Fes servir el mando per mantenir l'equilibri i vigila amb el vent.

- Tenebres: Fes servir el mando com a llanterna per trobar als fantasmes amagats entre els mobles de l'habitació a les fosques. El primer jugador que en trobi tres, guanya.

- Rentat del Chomp:Deixa al teu "Chomp Cadenes" net i brillant traient-li tota la pintura que té per sobre. Passa el drap molt ràpidament per acabar primer i guanyar el minijoc.

## Modes de Joc
Hi ha cinc modes diferents de diversió que fan aquest joc molt entretingut i imprevisible:
- Sala de Jocs: Desafia als teus amics en qualsevol minijoc que hagis desbloquejat a la "Carpa Festa" o a la "Batalla Estel·lar".

- "Enfrontament Final: Sigues el primer a aconseguir 3, 5 o 7 victòries per guanyar a l'Enfrontament Final! Es pot jugar amb 2, 3 o 4 jugadors.

- Tres en Ratlla: És el cara a cara definitiu! Guanya un minijoc per poder col·locar una fitxa al tauler. Fes tres en ratlla per ser el campió!

- Volta i volta: Conquereix el tauler casella a casella guanyant els minijocs. El que tingui més caselles, guanya!

- El gran repte: Juga en solitari per millorar les teves habilitats en 10 minijocs contra enemics controlats per la màquina. Millora el teu nivell fins a l'infinit!